# Chrysometa jayuyensis
Chrysometa jayuyensis este o specie de păianjeni din genul Chrysometa, familia Tetragnathidae. A fost descrisă pentru prima dată de Petrunkevitch, 1930.
Este endemică în Puerto Rico. Conform Catalogue of Life specia Chrysometa jayuyensis nu are subspecii cunoscute.